# Made in Poland II
Made in Poland II – koncertowy album Kultu, wydany w 15 grudnia 2017 roku na płycie winylowej, kasecie magnetofonowej oraz na pojedynczym CD. Nagrania dokonano podczas koncertów tzw. Pomarańczowej Trasy w Warszawie, Łodzi, Katowicach i Wrocławiu w październiku i listopadzie 2016 roku. Materiał został nagrany całkowicie na koncertach, bez poprawek, dostrajania i edycji.

## Lista utworów (wydanie CD)

### Strona K
1. „Patrz”

2. „Niejeden”

3. „Brooklyńska Rada Żydów”

4. „Dziewczyna bez zęba na przedzie”

### Strona L
5. „Knajpa morderców”

6. „Oni chcą ciebie”

7. „Królowa życia”

8. „Post”

### Strona U
9. „6 lat później”

10. „Generał Ferreira”

11. „Kołysanka stalinowska”

12. „To nie jest kraj dla starszych ludzi”

### Strona T
13. „Marianna”

14. „Poznaj swój raj”

15. „Ręce do góry”

16. „Jeśli zechcesz odejść – odejdź”

## Lista utworów LP i MC

### Strona U
1. „6 lat później”
2. „Generał Ferreira”
3. „Kołysanka stalinowska”
4. „To nie jest kraj dla starszych ludzi”

### Strona T
1. „Marianna”
2. „Poznaj swój raj”
3. „Ręce do góry”
4. „Jeśli zechcesz odejść – odejdź”

## Wykonawcy
- Kazik Staszewski – śpiew, okładka
- Janusz Grudziński – instrumenty klawiszowe
- Irek Wereński – gitara basowa
- Piotr Morawiec – gitara
- Tomasz Glazik – saksofon
- Wojciech Jabłoński – gitara, śpiew, miksowanie, realizacja nagrań
- Tomasz Goehs – perkusja
- Jarosław Ważny – puzon
- Adam Toczko – nagrania koncertów
- Kajetan Aroń – dźwięk na koncertach
- Katarzyna Zaremba – zdjęcia
- Arkadiusz Szymański – okładka